# トライセップス・キックバック
トライセップス・キックバック(triceps kickback)は、ウエイトトレーニングの種目の一つ。上腕三頭筋の内側頭と外側頭を鍛えることができる。
コントラクト種目なのでピーク・コントラクション法が有効。

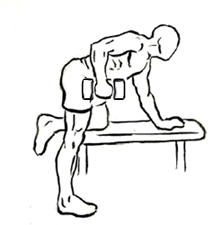
ダンベル・トライセップス・キックバック(スタート)

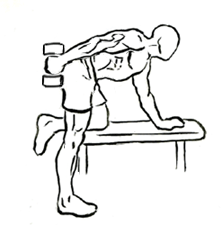
ダンベル・トライセップス・キックバック(フィニッシュ)

## 具体的動作

### ダンベル・トライセップス・キックバック
1. 左手にダンベルを持ち、フラットベンチに右手と右膝を乗せ、左足は床につける。正面を向いて胸を張り、背筋を伸ばす。左の上腕が床と並行になるように上げ、肘から先は床に対して垂直になるように曲げておく。
2. 息を吐きながら腕を伸ばしてダンベルを上げていく。
3. 上腕三頭筋が十分に収縮するのを感じ取ったら息を吸いながら元の姿勢に戻る。
4. 2~3を繰り返す。反対側も同様に行う。

### ダンベル・ベントオーバー・トライセップス・キックアップ
1. 両手にダンベルを持ち、肩幅程度のスタンスで立つ。上体を前傾させ、正面を向いて胸を張り、背筋を伸ばす。両側の上腕が床と並行になるように上げ、肘から先は床に対して垂直になるように曲げておく。
2. 息を吐きながら腕を伸ばしてダンベルを上げていく。
3. 上腕三頭筋が十分に収縮するのを感じ取ったら息を吸いながら元の姿勢に戻る。
4. 2~3を繰り返す。

### ケーブル・トライセップス・キックバック
1. ロープーリーにトライパワーハンドルなどをセットする。
2. 左手にハンドルを持ち、フラットベンチに右手と右膝を乗せ、左足は床につける。正面を向いて胸を張り、背筋を伸ばす。左の上腕が床と並行になるよう上げ、肘から先は曲げておく。
3. 息を吐きながら腕を伸ばしてハンドルを上げていく。
4. 上腕三頭筋が十分に収縮するのを感じ取ったら息を吸いながら元の姿勢に戻る。
5. 2~3を繰り返す。反対側も同様に行う。